# Воинское кладбище № 82 (Менцина-Велька)
 Памятник культуры Малопольского воеводства: регистрационный номер А-568 от  30 июня 1988 года.
Воинское кладбище № 82 — Менцина-Велька (пол. Cmentarz wojenny nr 82 - Męcina Wielka) — воинское кладбище, расположенное в окрестностях села Менцина-Велька, Малопольское воеводство. Кладбище входит в группу Западногалицийских воинских захоронений времён Первой мировой войны. На кладбище похоронены военнослужащие Австрийской и Российской армий, погибшие во время Первой мировой войны 2-3 мая 1915 года. Исторический памятник Малопольского воеводства.

## История
Кладбище было основано в 1915 году по проекту немецко-австрийского архитектора Ганса Майра. На кладбище площадью 485 квадратных метра находятся 17 братских и 24 индивидуальных могил, в которых похоронены 25 австрийских и 71 русских солдат из 35-го Брянского пехотного полка и 34-го Севского пехотного полка.
30 июня 1988 года кладбище было внесено в реестр памятников Малопольского воеводства (№ А-568).

## Описание
Кладбище располагается возле приходского кладбища села Менцина-Велька. Состояние кладбища хорошее, оно огорожено забором из каменных столбов, скрепленных металлическими округлыми креплениями.

## Источник
- Oktawian Duda: Cmentarze I wojny światowej w Galicji Zachodniej. Warszawa: Ośrodek Ochrony Zabytkowego Krajobrazu, 1995. ISBN 83-85548-33-5.